# Leptagoniates
Leptagoniates és un gènere de peixos de la família dels caràcids i de l'ordre dels caraciformes.

## Taxonomia
- Leptagoniates pi (Vari, 1978)[2]
- Leptagoniates steindachneri (Boulenger, 1887)[3][4][5][6][7][8][9][10]